# Plan Belvédère
Plan Belvédère is een langetermijnplan voor de ruimtelijke ontwikkeling van een gebied in het noordwesten van de Nederlandse stad Maastricht. De oorspronkelijke structuurvisie uit 1999 behelsde onder andere de omlegging van het Noorderbrugtracé, de inpassing van de Sneltram Hasselt - Maastricht, de inrichting van het Frontenpark, de herinrichting van het industriegebied Bosscherveld en de ontwikkeling van het Sphinxkwartier en aangrenzende locaties in het centrum.
Het Maastrichtse Plan Belvédère moet niet worden verward met de buurt Belvédère in dezelfde stad, of de Nota Belvedere, een Nederlandse beleidsnota over ruimtelijke inrichting en cultuurhistorie, eveneens uit 1999, die echter niets met Maastricht heeft te maken.

## Achtergrond
Midden jaren 1990 ontstond binnen het ambtelijk en bestuurlijk apparaat van de gemeente Maastricht de behoefte om tot een structuurvisie te komen voor het noordwesten van Maastricht. Dit 280 hectare grote gebied omvat een groot deel van de buitenwijk Maastricht-Noordwest (Boschpoort, Bosscherveld, Frontenkwartier en Belvédère), alsmede delen van de centrumbuurten Statenkwartier en Boschstraatkwartier. Kenmerkend voor dit gebied is/was de rommelige infrastructuur en de aanwezigheid van deels verouderde industrieën. Het gebied wordt doorsneden door de Zuid-Willemsvaart, de Spoorlijn 20 (Hasselt-Maastricht) en de aanlanding van de Noorderbrug, de belangrijkste route voor het oost-westverkeer in Maastricht.

## Plan Palmbout
In 1998 kreeg de stedenbouwkundige Frits Palmboom van Palmbout Urban Landscapes de opdracht een stedenbouwkundig plan te bedenken voor dit achterafgelegen en onsamenhangende gebied. Volgens het in 1999 gepresenteerde masterplan zou het verouderde industriegebied tussen het jaar 2000 en 2025 transformeren in een modern woon- en werkgebied met up-to-date infrastructuur. Belangrijke elementen in het plan waren: het verleggen van de westelijke aanlanding van de Noorderbrug, de gedeeltelijke verplaatsing van industriële bedrijven, de herinrichting van de overgebleven bedrijventerreinen, de herbestemming van industriële monumenten, de bouw van 4500 woningen en de ontwikkeling van een nieuw stadspark, het Frontenpark. Een van de meest opzienbarende onderdelen van het oorspronkelijke plan betrof de bouw van een woonwijk op de Belvédèreberg, een kunstmatige heuvel op de plek van een vuilstortplaats.
De ontwikkeling van de binnen de singels gelegen terreinen van Plan Belvédère nam kort na 2000 een andere wending door het aangekondigde vertrek van de sanitairfabriek Koninklijke Sphinx uit de binnenstad. In 2004 werd het ruim 15 ha grote fabrieksterrein aan de Boschstraat voor 48 miljoen euro verkocht aan de gemeente Maastricht. Twee jaar later volgde de oplevering. De naoorlogse, niet-monumentale fabriekshallen werden kort daarna gesloopt en op het vrijgekomen terrein werd een groot parkeerterrein ingericht. Daarnaast werd hier geëxperimenteerd met stadslandbouw ('Sphinxpark'). In de voormalige Sphinx showroom uit 1950 werd een informatiecentrum ingericht. Hier staan enkele maquettes van het gebied opgesteld. Voor de leegstaande, monumentale fabriekspanden op het terrein werden nieuwe bestemmingen gezocht, maar investeerders stonden aanvankelijk niet te trappelen. De architect Jo Coenen presenteerde in 2010 een plan om in een deel van het Eiffelgebouw en enkele aangrenzende gebouwen een nieuw cultuurcluster onder te brengen, 'Quartier des Arts' genoemd. Hiertoe zouden onder meer het Conservatorium Maastricht, de Toneelacademie Maastricht, de Academie Beeldende Kunsten Maastricht en de kunstopleiding i-arts van de Universiteit Maastricht naar het Eiffelgebouw moeten verhuizen. Het plan bleek te kostbaar en bij de kunstopleidingen was weinig animo om het Jekerkwartier te verlaten. Een ander plan van Coenen, de bouw van een musicaltheater op de plek van het Landbouwbelang, bleek economisch onhaalbaar, even als het door burgemeester Gerd Leers met veel enthousiasme aangekondigde plan voor de vestiging van een Harrah's megacasino en hotel op het terrein van de papierfabriek.
Na 2005 moesten de ambities van het Plan Palmbout qua woningbouw worden bijgesteld in verband met de crisis op de huizen- en kantorenmarkt en de verwachte bevolkingskrimp in Zuid-Limburg. Ook haakten enkele investeerders af (ING Vastgoed en BPF Bouwinvest), waardoor de gemeente Maastricht de kar alleen moest trekken. In het buitensingelgebied ging daarna alle aandacht naar het verbeteren van de infrastructuur: de omlegging van het Noorderbrugtracé, de (her)aanleg van de daarop aansluitende wegen, de restauratie van de vestingwerken (Nieuwe Bossche Fronten) en de inrichting van het Frontenpark. Grootschalige huizenbouw was in dit gebied voorlopig niet aan de orde. De herontwikkeling van het binnensingelgebied kreeg van de gemeente prioriteit. In 2014 werd begonnen werd met wat gezien werd als het meest kansrijke en minst gecompliceerde deelproject: de herontwikkeling van de voormalige gemeentewerf aan de Maagdendries (terrein nutsbedrijven, ofwel Plan Lindenkruis). Tegelijkertijd werden de plannen voor het Sphinxterrein verder uitgewerkt. In 2015 kwam er vaart in de ontwikkeling van dit terrein, toen The Student Hotel zich aandiende als hoofdgebruiker van het volumineuze Eiffelgebouw. Een jaar later volgde Loods 5, dat zich in het gebouwencomplex Sphinx-Noord wilde vestigen. Omstreeks dezelfde tijd meldden zich meerdere gegadigden voor de Timmerfabriek, het voormalige magazijnencomplex van Sphinx tussen Boschstraat en Bassin. In 2018 startte de woningbouw in Sphinx-Zuid en werden plannen voorbereid voor twee andere locaties aan het Bassin: Sappi-Zuid en Landbouwbelang.
In november 2019 won het Plan Belvédère van Palmbout Urban Landscapes en de Gemeente Maastricht de ARC19 Stedenbouw Award, een initiatief van het tijdschrift de Architect.

## Na 2020
Omstreeks 2020 bevond de vastgoedmarkt in Maastricht zich op een hoogtepunt, waardoor de nieuwbouwwoningen in het Plan Lindenkruis en Sphinx-Zuid gretig aftrek vonden. Hierdoor durfde de gemeente Maastricht ook weer naar andere (voormalige) industriële locaties in het noordelijk deel van het stadscentrum te kijken. Het al vele jaren gekraakte Landbouwbelang werd in 2019 via een tender in de markt gezet met een bodemprijs van aanvankelijk € 4 miljoen. Papierfabrikant Sappi (voorheen Koninklijke Nederlandse Papierfabriek) werd bereid gevonden afstand te doen van een deel van haar fabrieksterrein, waardoor de gemeente een lang gekoesterde wens in vervulling kan laten gaan, namelijk het doortrekken van de Maasboulevard via Sappi-zuidwest naar de Fransensingel en de Noorderbrug. Tevens kan hier op beperkte schaal woningbouw plaatsvinden. Door het verleggen van de Maasboulevard wordt de Bassinbrug verkeersluw. Na het definitief niet doorgaan van de Sneltram Hasselt - Maastricht is het zelfs mogelijk om de brug te slopen. Doordat Sappi tevens afzag (tegen betaling) van bezwaren tegen grootschalige woningbouw ter plekke van het Landbouwbelang, werd dat terrein aanzienlijk meer waard; de tender werd daarop verhoogd naar € 18 miljoen. In 2023 koos een beoordelingscommissie onder voorzitterschap van Frits Palmboom voor het plan van de Nederlands-Belgische projectontwikkelaars RO Groep, Vestio en Group Machiels. Het plan omvat huisvesting voor de Toneelacademie Maastricht en het Conservatorium Maastricht in het te renoveren deel van het Landbouwbelang, alsmede drie woontorens met hoog opgaande zadeldaken ter plekke van de te slopen gebouwdelen. Het ontwerp is van Tuñon y Albornoz Arquitectos uit Madrid (in samenwerking met Dhoore-Vanweert Architecten uit het Belgische Hasselt) en wordt naar verwachting in de periode 2025-2027 gerealiseerd.
Het idee om de Belvédèreberg voor woningbouw te bestemmen is al in een vroeg stadium verlaten. In 2014 verleende de gemeente Maastricht vergunning aan Royal Imtech N.V. om op het vlakke deel van de heuvel circa 30.000 zonnepanelen te plaatsen met een totale oppervlakte van 10 hectare. Nadat Imtech in 2015 failliet was gegaan, werd het plan voor deze Duurzame Energiecentrale Limburg overgenomen door Nazorg Limburg BV. In oktober 2020 werd de 'zonneweide' in gebruik genomen. Een tweede zonneweide met ca. 135.000 panelen is gepland in het vlakbij gelegen Lanakerveld.
Verwacht wordt dat de definitieve invulling van het Plan Belvédère pas ver na 2025 (het oorspronkelijke streefjaar) zal worden verwezenlijkt.

## Gerealiseerde deelplannen

### Binnensingelgebied

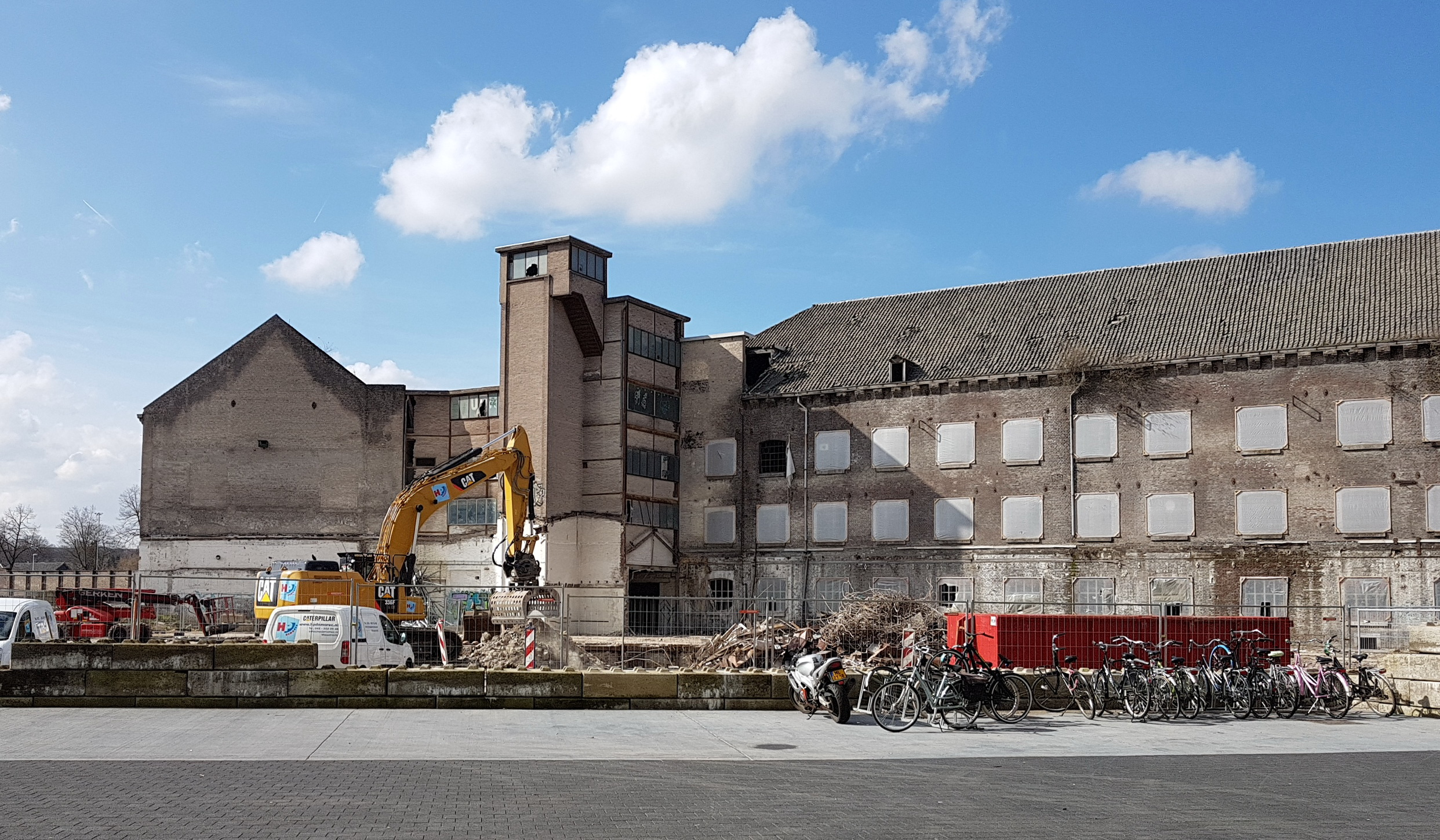
Renovatie Mouleurs voor Loods 5 (2018)

Sinds 2013 worden de voormalige fabrieksterreinen van de Koninklijke Sphinx aangeduid als Sphinxkwartier. Deze naam raakte in korte tijd zodanig ingeburgerd dat ook gebouwen buiten het eigenlijke Sphinxterrein, zoals de Andrieskapel en het Landbouwbelang, tot deze als "trendy" bekend staande wijk worden gerekend. Het Eiffelgebouw (aan de westzijde van de Boschstraat) en de Timmerfabriek (aan de oostzijde) ondergingen omstreeks 2015 een casco restauratie, waarna de gegadigden zich vrij snel meldden, eerst voor de Timmerfabriek (architectuurcentrum Bureau Europa, filmhuis Lumière en poppodium Muziekgieterij), daarna ook voor het Eiffelgebouw (o.a. The Student Hotel, FabLab Maastricht, coöperatieve supermarkt Gedeelde Weelde en skybar Bold). Ook de andere Sphinxgebouwen aan het Bassin en de Boschstraat hebben een nieuwe bestemming gevonden. Onderzoeksinstituut UNU-Merit is gevestigd in het voormalige directiekantoor van De Sphinx aan de Boschstraat, woonconcept Loods 5 in de Kop van de Sphinx en de Mouleursgebouwen (met lofts op de bovendiepingen) en koffiebranderij Blanche Dael in het met nieuwbouw uitgebreide Brikkengebouw. Pathé Nederland bouwde een nieuwe bioscoop aan de voet van het Eiffelgebouw, ter plekke van de vroegere tunnelovens.
Anno 2023 is het deelgebied Lindenkruis met circa 260 woningen voltooid. Het wijkje is een ontwerp van het Antwerpse bureau AWG en bevat deels appartementen, deels eengezinswoningen in een stadse omgeving. De voormalige brandweerkazerne van architect Jan Zollner uit 1958 bleef behouden als ateliergebouw en cultureel ontmoetingscentrum. De nieuwbouw in het zuidelijk deel van het Sphinxterrein is zo goed als voltooid. Hier zijn negen forse woongebouwen verrezen; een rijtje stadswoningen is nog in aanbouw. De in dit plandeel gelegen Andrieskapel is gerestaureerd, even als het Brikkengebouw van De Sphinx en de Sphinx showroom. Voor dit laatste gebouw, nu nog in gebruik als informatiecentrum van Plan Belvédère, is nog geen definitieve bestemming. Voor het middendeel van het Sphinxterrein, dat sinds 2007 in gebruik is als parkeerterrein, zijn anno 2023 plannen in voorbereiding.

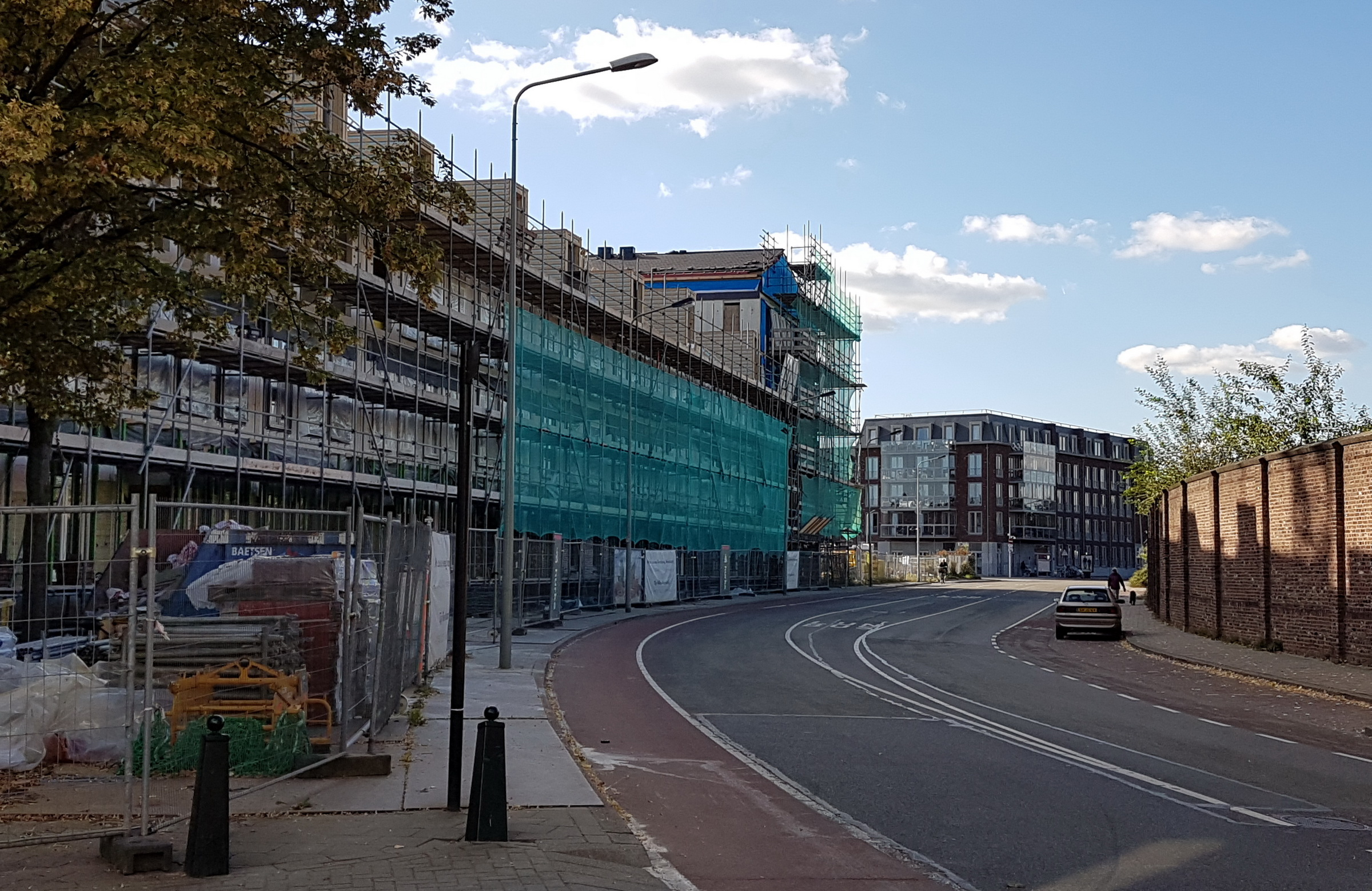
Bouwplan Lindenkruis, 2016
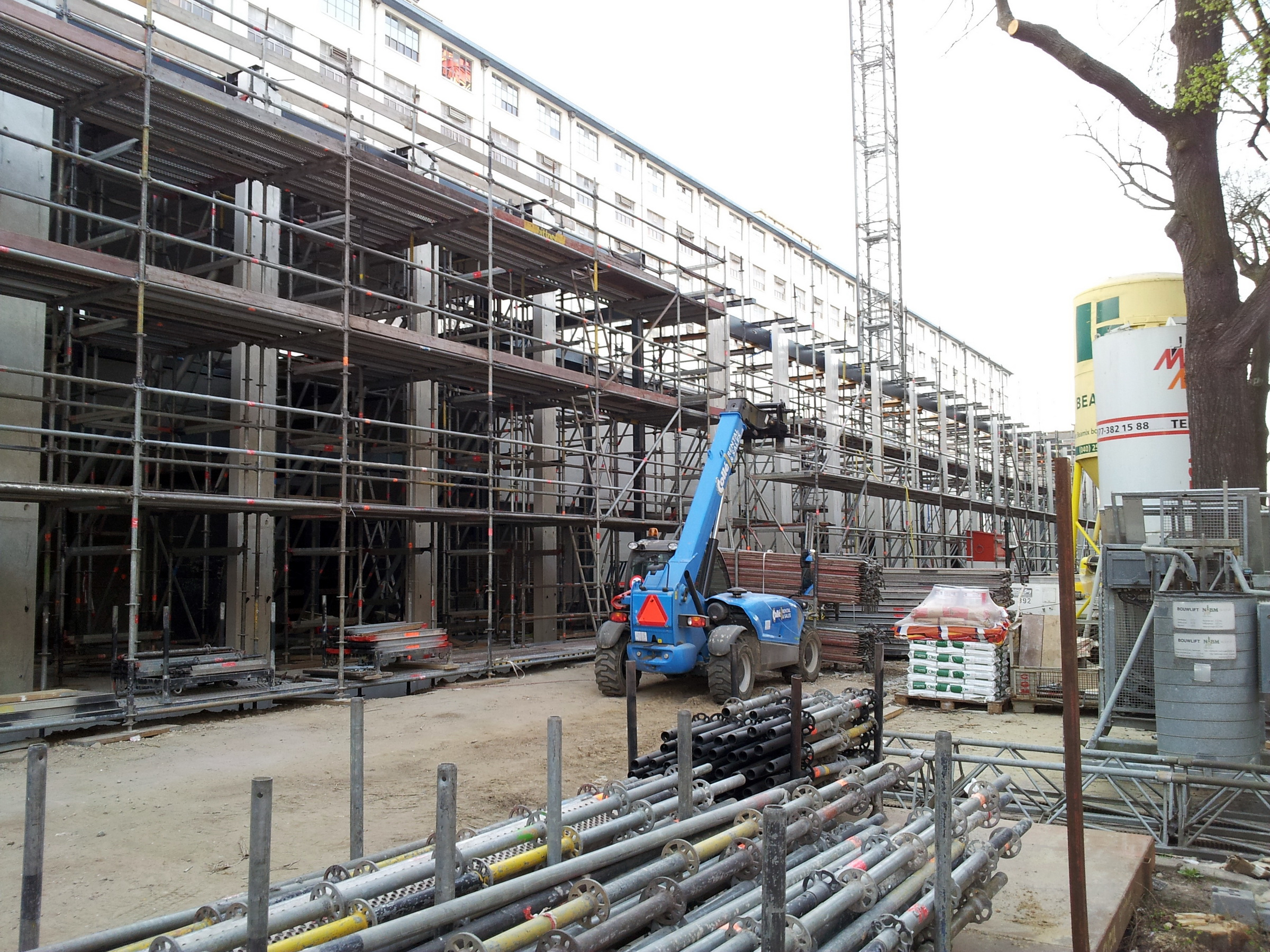
Bouw Pathé bioscoop, 2015
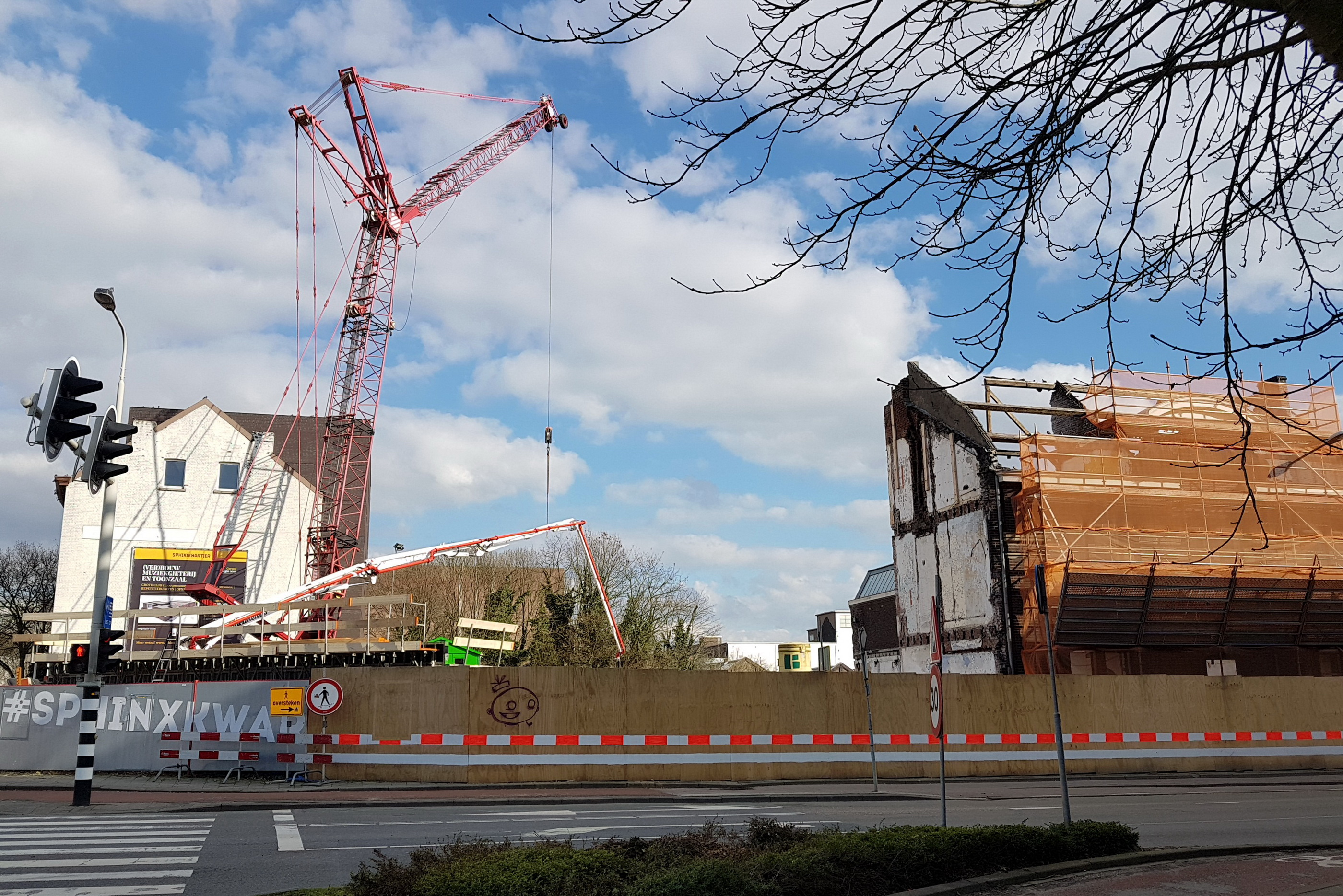
Nieuwbouw Muziekgieterij, 2018
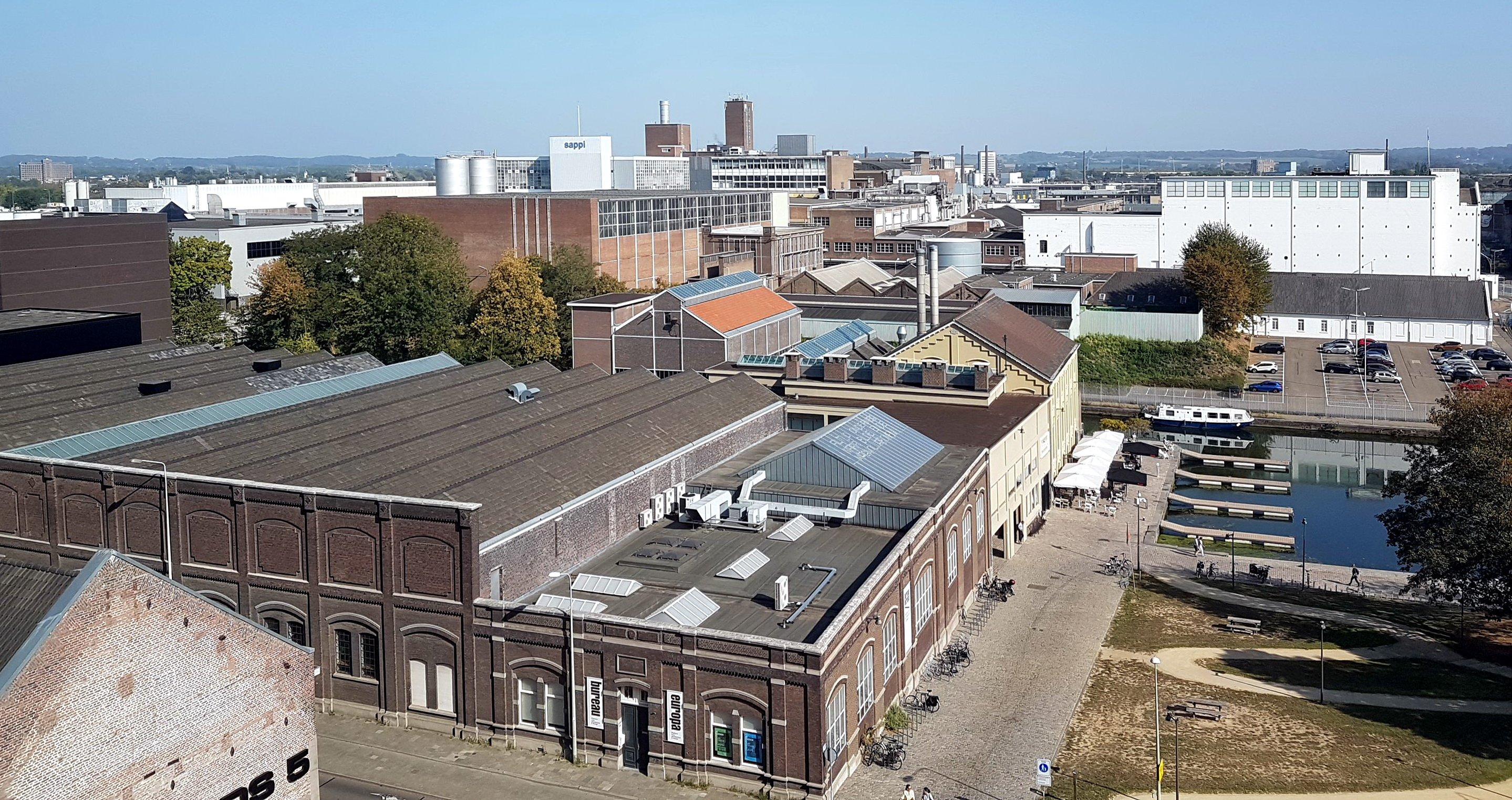
Timmerfabriek en Sappi, 2020

### Buitensingelgebied

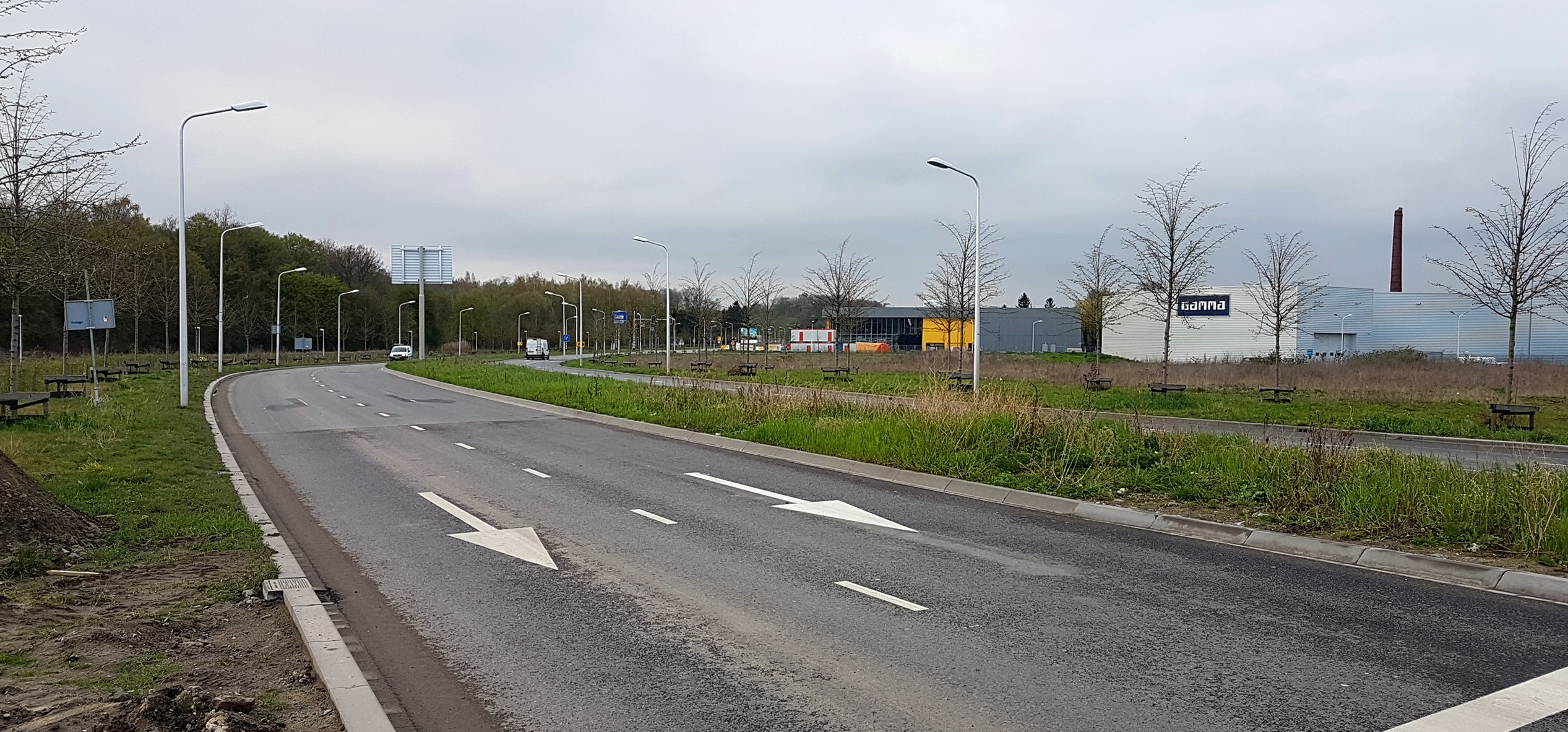
Belvédèrelaan en retailpark (2018)

In het buiten de singels gelegen deelgebied van Plan Belvédère heeft de afgelopen jaren de nadruk gelegen op grote infrastructurele werken, waarvan het verplaatsen van de Noorderbrugaanlanding en het aanpassen van de aansluitende verkeersstructuur de belangrijkste ingreep was (2015-2018). Deze operatie was mogelijk door aanzienlijke subsidies van het Rijk en de Provincie Limburg. De jarenlange voorbereidingen voor de sneltram Hasselt - Maastricht werden in mei 2022 afgebroken, nadat van Belgische zijde te kennen was gegeven dat men geen vertrouwen meer had in het project.
Anno 2023 zijn de plannen voor grootschalige woningbouw in het buitensingelgebied van tafel en ligt de nadruk op het anderszins aantrekkelijker maken van het gebied. In de wijk Boschpoort is rondom de Jo-Jo-Haven, omgedoopt tot Belvédère-haven, een bescheiden woonproject gerealiseerd. Aan de Belvédèrelaan, de nieuwe verbindingsweg met België, is een bedrijventerrein voor grootschalige detailhandel aangelegd, waar zich een achttal bouwmarkten en meubelwinkels heeft gevestigd. Plannen voor verdere uitbreiding van dit retailpark konden vanwege de stikstofcrisis geen doorgang vinden. Het verkeersluw maken van de Frontensingel en de Cabergerweg heeft geleid tot een versnelde ontwikkeling van het Frontenpark. Door de aanleg van een tunnel in een droge gracht onder de Cabergerweg zijn de vestingwerken van de Hoge en Lage Fronten in 2019 met elkaar verbonden. Enkele oude fabriekspanden in het gebied, waaronder de Rubberfabriek Radium, de Cokesfabriek en de Gashouder, hebben een culturele bestemming gekregen. Voor het voormalige kantoorgebouw van Vredestein is nog geen definitieve bestemming gevonden.

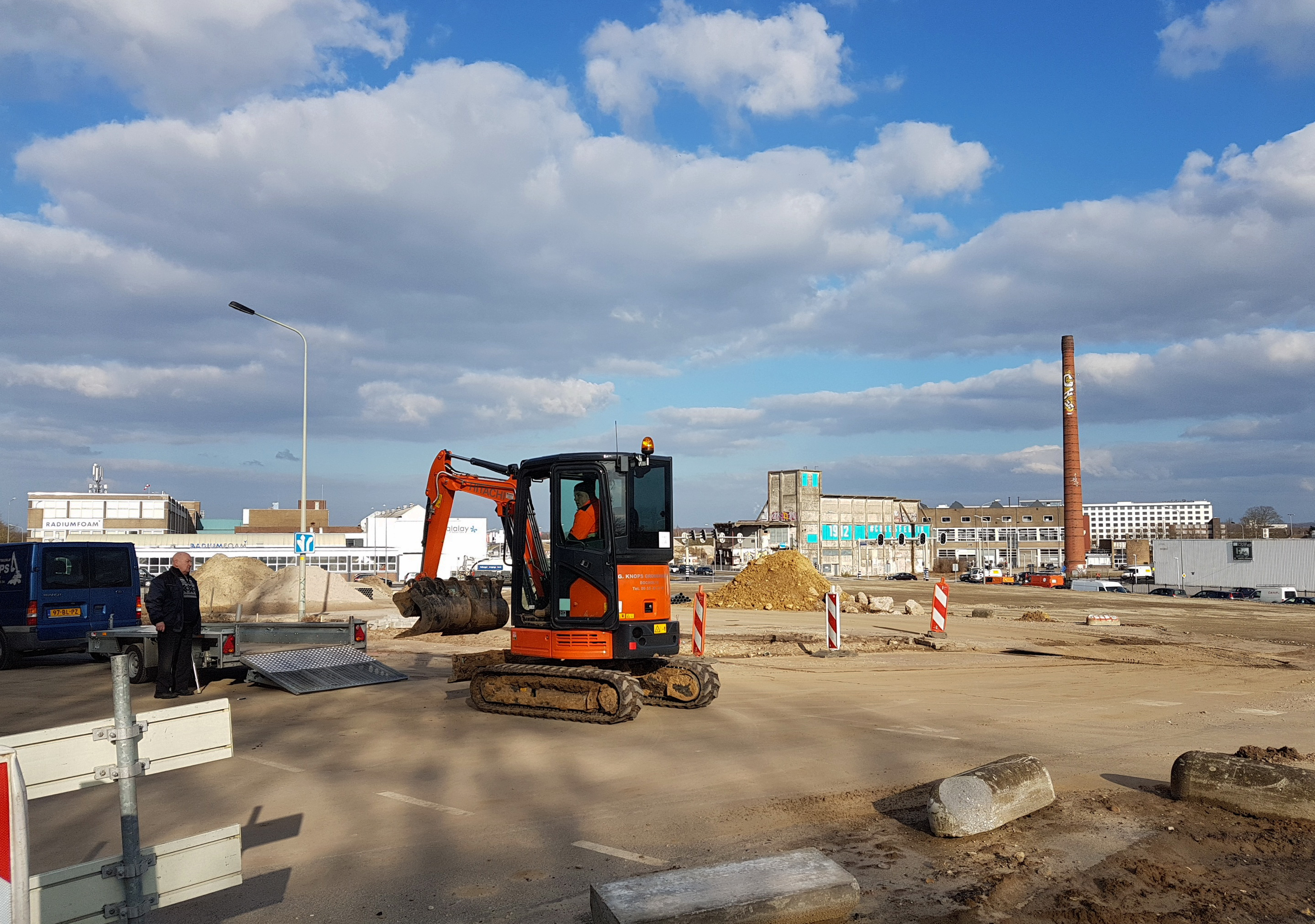
Reconstructie Fort Willemweg - Cabergerweg, 2018
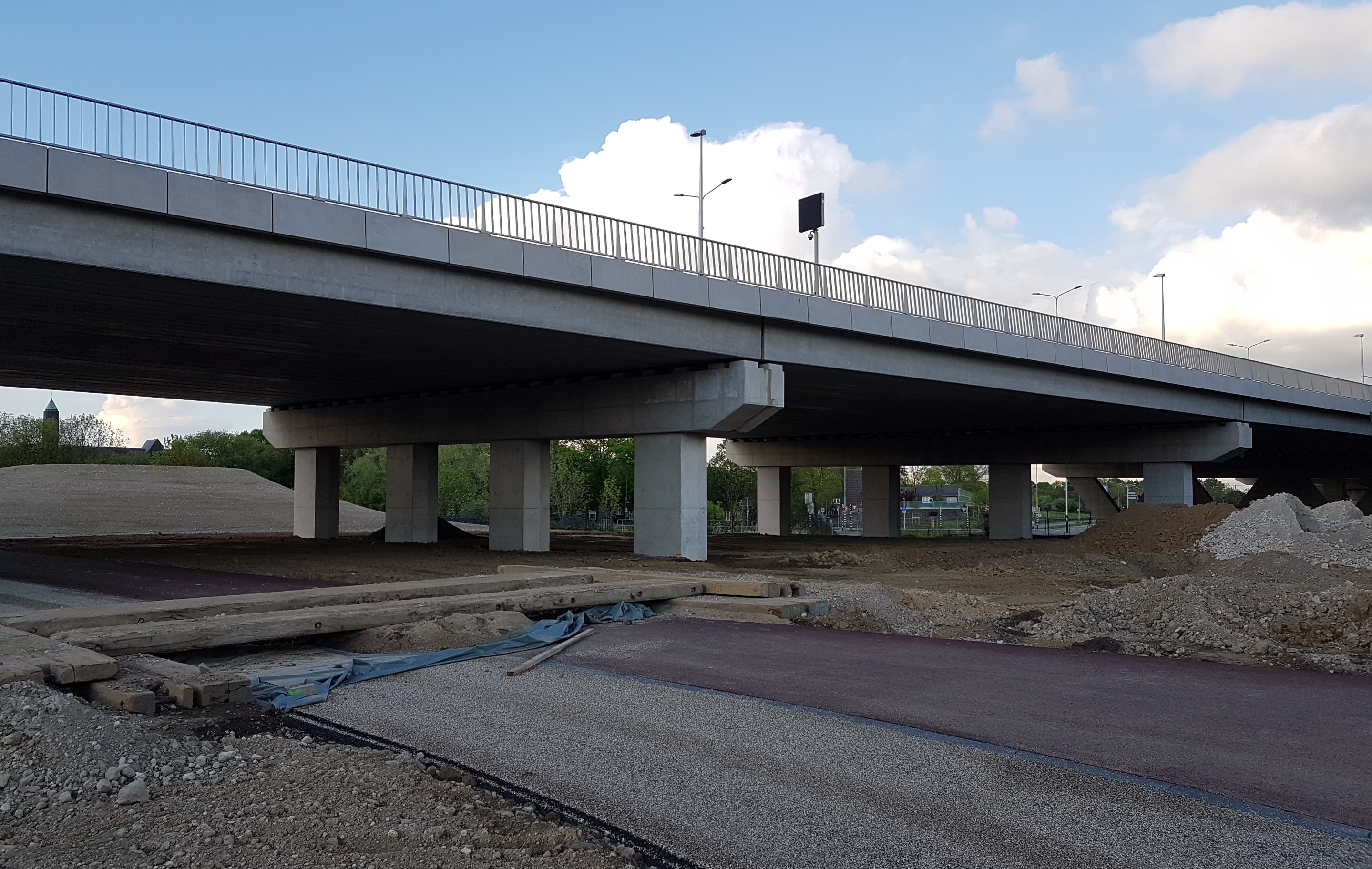
Verlegde aanlanding Noorderbrug, 2019
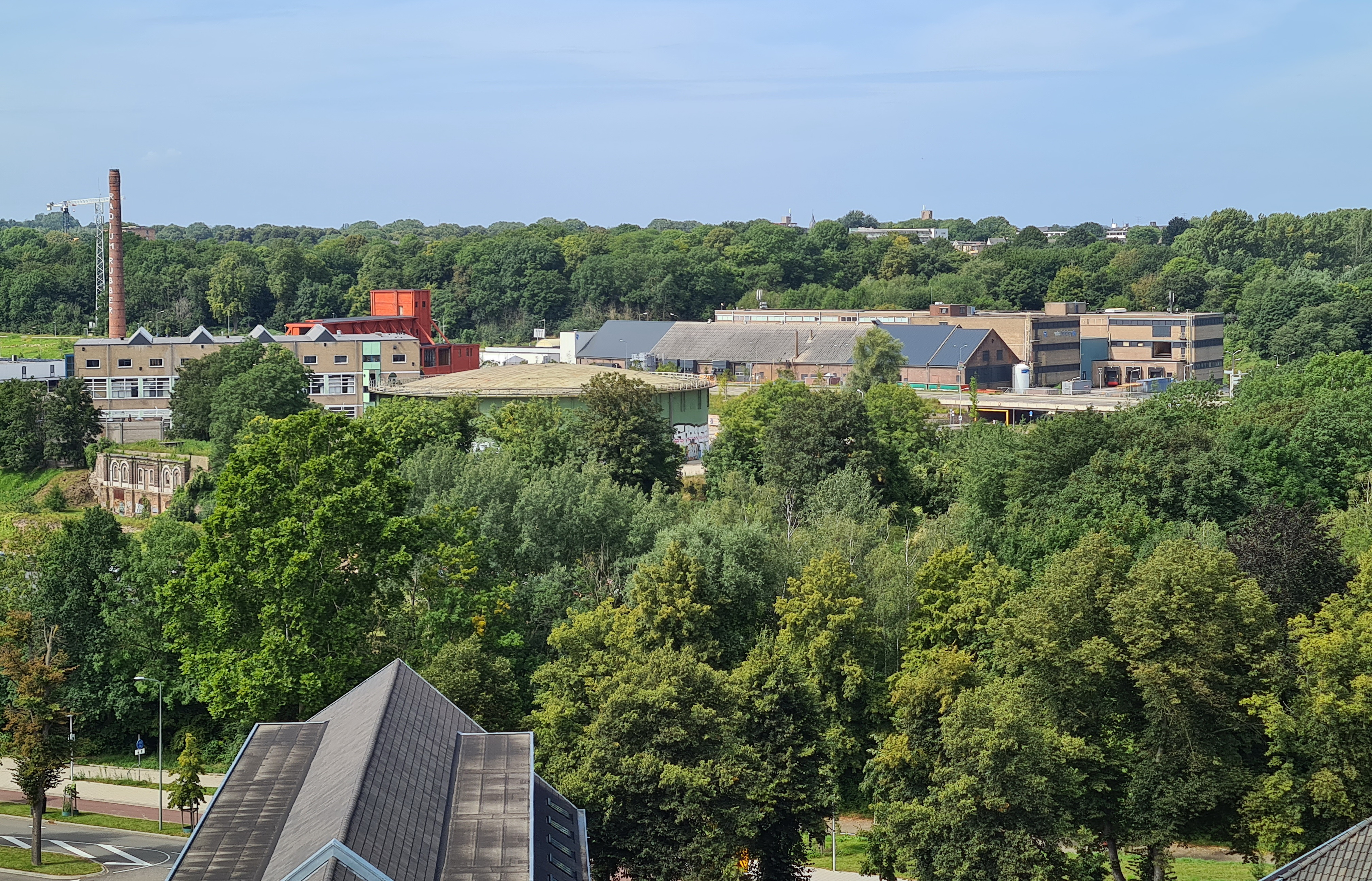
Frontenpark, gezien vanaf De Eiffel, 2021
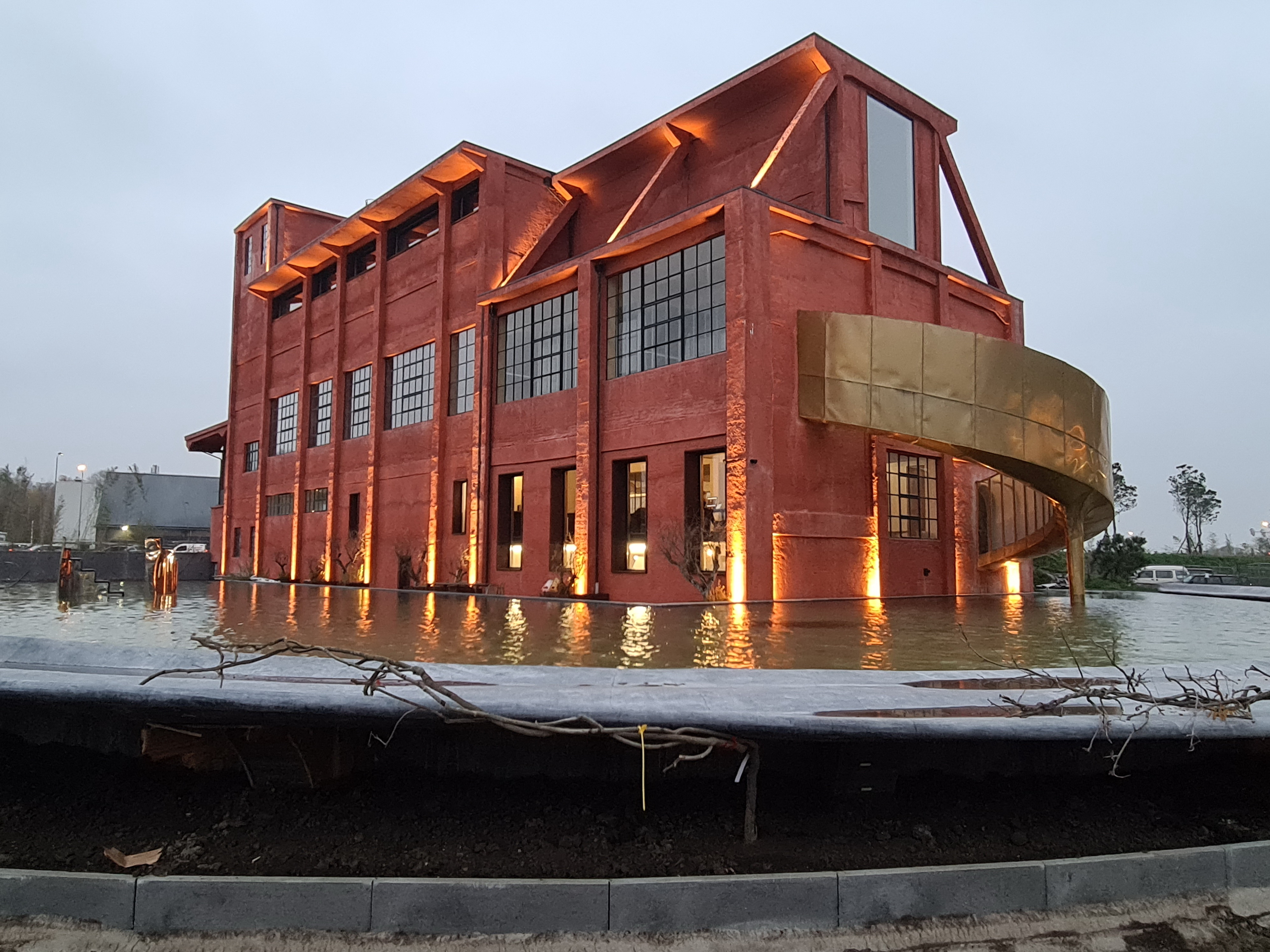
Cokesfabriek, 2022